# Сара Доун Фанер
Сара Доун Файнер (14 вересня 1981 , Adolf Fredriks parishd, лен Стокгольм )(англ. Sarah Dawn Finer) — шведська співачка, акторка й комедіантка британсько-американського походження. Неодноразово виступала на конкурсі Melodifestivalen не тільки як учасниця, але й у комічному образі Лінди Вудрафф, «офіційного» представника Європейської мовної спілки на Мелодіфестивален і Євробаченні.

## Життєпис

### Музична кар'єра
Батько Сари — уродженець Великої Британії, мати — родом із США й має єврейське коріння. Сара навчалася в Стокгольмській музичній школі Адольфа Фредеріка з класу гітари, очолювала студентський союз. У 2006 році випустила перший міні-альбом «Sarah Dawn Finer» з шістьма піснями, повноцінний альбом «A Finer Dawn» вийшов 30 травня 2007 року і зайняв 2-е місце в шведських чартах. З нього випущені сингли «I Remember Love», «Stockholm by Morning» і «A way back to love». 26 серпня 2009 року вийшла CD-версія другого альбому «Moving On» з синглами «Moving On», «Does She Know You?» і «Standing Strong». 17 серпня в iTunes альбом зайняв 1-е місце в рейтингу, а його CD-версія домоглася аналогічного успіху в шведських чартах, потрапивши на 1-е місце.
Сингли «I Remember Love» і «Moving On» зайняли 1-е місце в рейтингу найбільш популярних пісень Шведського радіо в 2007 і 2009 роках відповідно. У 2010 році вийшов третій альбом «Winterland», який отримав «золотий» статус і 2-е місце в шведських чартах, а в тому ж році Сара виступила на святковому концерті в готелі «Hamburger Börs», показаному по шведському телебаченню. У 2011 році вона вчинила гастрольний тур для розкрутки альбому, який також було прийнято на «ура». У 2011 році вийшов 4-й альбом «Sanningen Kommer Om Natten», який отримав найвищу оцінку від Яна Градвалла, оглядача журналу DI Weekend. Сара також провела з нагоди виходу альбому чергові гастролі в 2012 році і отримала премію SKAP як кращий автор пісень. У 2014 році Сара випустила п'ятий альбом «Vinterland» з різдвяними піснями.
Сара відома із записів дуетів з Андерсом Вендіном, Петером Йебакком, Томмі Кербергом, Fatboy, Самуелем Юнгбладом і Патріком Ісакссоном.

### Мюзикли
У 2008 році Сара виконала роль Люсі в мюзиклі «Джекілл і Хайд» в Китайському театрі, за що була номінована на роль найкращої актриси. Виконувала роль Джоани в рок-мюзиклі «Rent» в 2001, 2002 і 2003 роках в театрах «Göta Lejon», Гетеборзької опері і Рікстеатрі. У 2002 році в Стокгольмському міському театрі Сара також співала в мюзиклі «Godspell».

### Телебачення
Сара виступала з Магнусом Уггла в Китайському театрі у 2010 році в рамках програми «Ugglas Revy», з Юнасом Гарделлом в 2002 і 2003 роках («Livet»), з Ренні Мірро в Гранд-Готелі і Карлом Дайаллом у 2012 році («Happy Holidays») і з Мікаелем Турнвінгом, Генріком Ельтом, Ульфом Квенслером та іншими в 2006 році («Humorator»). Ведуча різдвяного шоу Шведського телебачення 2012 року, ведуча музичного шоу «Musikhjälpen» в грудні 2013 року. З 2018 року Сара буде вести музичне шоу «Så ska det låta» (шведська версія міжнародного телешоу The Lyrics Board).

## Melodifestivalen
- Сара Доун Файнер виступила з піснею «I Remember Love», написаною разом з Петером Халлстремом, у 2007 році. Пісня вийшла у фінал і посіла 4-е місце; у 2007 році вона звучала частіше від інших на Шведському радіо[4].
- У 2009 році Сара виступила з піснею «Moving On» і через другий шанс вийшла до фіналу. Того ж року пісня була записана в акустичній версії і звучала частіше від інших на Шведському радіо. Сара стала речницею від Швеції на Євробаченні 2009.
- У 2012 році Сара стала ведучою шоу з Геленою Бергстрем і Джиною Діраві. Спеціально для фіналу Файнер показала скетч з Ліндою Вудрафф англомовною представницею ЄМС. У цьому образі Сара була речницею від Швеції на Євробаченні в Баку.
- У 2013 році Сара на Melodifestivalen, розповідаючи про Євробачення, яке того року проходило у Швеції, спочатку помилково назвала Стокгольм як місто, що приймає конкурс. У своєму образі Лінди Вудрафф на Євробаченні вона представляла глядачам Швецію[5], а в інтервал-акті фіналу виконала пісню ABBA «The Winner Takes It All».
- 4 квітня 2015 року Сара Доун Файнер і Крістер Бьоркман коментували концерт Eurovision Song Contest's Greatest Hits.
- На Melodifestivalen 2016 Сара Доун Файнер вела четвертий півфінал з Джиною Діраві та виконала в інтервал-акті фіналу пісню «Moving On». В інтервал-акті фіналу Євробачення Сара знову постала в образі Лінди Вудрафф.
- Сара стала однією з ведучих Melodifestivalen 2019[6].

## Дискографія

### Альбоми
| Рік  | Альбом                     | Рекорд чартів (SWE) | Статус |
| ---- | -------------------------- | ------------------- | ------ |
| 2007 | A Finer Dawn               | 2                   |        |
| 2009 | Moving On                  | 1                   |        |
| 2010 | Winterland                 | 2                   |        |
| 2012 | Sanningen kommer om natten | 3                   |        |
| 2014 | Vinterland                 | 10                  |        |

### Міні-альбоми
| Рік  | Альбом           | Рекорд чартів (SWE) | Статус |
| ---- | ---------------- | ------------------- | ------ |
| 2005 | Sarah Dawn Finer | —                   |        |

### Сингли
| Рік  | Сингл                                                | Рекорд чартів (SWE) | Статус | Альбом |
| ---- | ---------------------------------------------------- | ------------------- | ------ | ------ |
| 2007 | «I Remember Love»                                    | 4                   |        |        |
| 2007 | «Du som tog mitt hjärta» <br/(з Патріком Ісакссоном) | 45                  |        |        |
| 2009 | «Moving On»                                          | 3                   |        |        |
| 2009 | «Standing Strong»                                    | 36                  |        |        |
| 2010 | «Kärleksvisan»                                       | 7                   |        |        |

Поза чартів
- 2007: «A Way Back to Love»
- 2007: «Stockholm by Morning»
- 2008: «Does She Know You»
- 2010: «i'll Be Your Wish Tonight»
- 2011: «Is Anybody There»

## Фільмографія
- 1989 — Maskrosbarn
- 1994 — Берт
- 1995 — Берт — остання цноту
- 2001 — Покемон 3 (шведський дубляж)
- 2007 — Еліас і королівська яхта (шведський дубляж)
- 2009 — Принцеса і жаба (шведський дубляж)
- 2009 — Такі різні
- 2011 — Бунт вухатих (шведський дубляж)
- 2012 — Феї: Таємниця зимового лісу (шведський дубляж)
- 2012 — Лоракс (шведський дубляж)
- 2014 — Феї: Таємниця піратського острова (шведський дубляж)
- 2014 — Любов делюкс
- 2015 — Арне Даль — Сон в літню ніч